# Liste österreichischer Alternative-Rock-Bands
Diese Liste zählt österreichischer Bands aus dem Genre des Alternative Rock auf. Sie ist eine Unterliste der Liste österreichischer Rockbands. Da Indie-Rock mittlerweile als Subgenre oder Synonym des Alternative Rock begriffen wird, werden auch Indie-Bands eingetragen.
Zur Aufnahme in die Liste reichen ein eigener Wikipediaartikel oder belegte überregionale Präsenz.
| Name                       | Genre(s)                     | Gründung | Auflösung | Herkunft                |
| -------------------------- | ---------------------------- | -------- | --------- | ----------------------- |
| Aber das Leben lebt        | Indie-Rock, Americana, Blues | 1997     |           | Niederösterreich        |
| Aexattack                  | Alternative Rock             | 2007     |           | Völkermarkt             |
| Alien Hand Syndrome        | Alternative Rock             | 2007     |           | Wien                    |
| Allen Alexis               | Alternative Rock             | 2009     |           | Wien, Salzburg          |
| The Base                   | Indie-Rock                   | 1989     |           | Graz                    |
| The Beth Edges             | Indie-Rock                   | 2007     |           | Wien                    |
| Biedermann                 | Alternative Rock             | 2007     | 2016      | Fürstenfeld             |
| Bilderbuch                 | Indie-Rock                   | 2005     |           | Kremsmünster            |
| The Boys You Know          | Indie-Rock                   | 2012     |           |                         |
| Die Buben im Pelz          | Alternative Rock             | 2014     |           | Wien                    |
| Bulbul                     | Noise-Rock                   | 1996     |           | Wien                    |
| Catastrophe & Cure         | Alternative Rock             | 2009     |           | Steyr                   |
| Chili and the Whalekillers | Alternative Rock             | 2009     |           | Salzburg/Reykjavík      |
| Chris and the Other Girls  | Alternative Rock             | 2005     |           | Wien                    |
| Cleave                     | Alternative Rock             | 1999     |           | Sankt Paul im Lavanttal |
| Destroyed but Not Defeated | Indie-Rock                   | 2011     |           | Wien                    |
| Dives                      | Indie-Rock                   | 2015     | 2025      | Wien                    |
| Dust Covered Carpet        | Indie-Rock                   | 2006     | 2016      |                         |
| Entferner                  | Indie-Rock                   | 2006     |           | Wien                    |
| Excuse Me Moses            | Alternative Rock             | 2000     |           | Wien                    |
| Facelift                   | Alternative Rock             | 1995     |           | Graz                    |
| F.D.T.F.                   | Alternative Rock             | 2006     | 2015      | Wien                    |
| Freude                     | Alternative Rock             | 2019     |           | Wien                    |
| Giantree                   | Alternative Rock             | 2008     |           | Wien                    |
| Ginga                      | Alternative Rock             | 2003     |           | Wien                    |
| Heinz aus Wien             | Alternative Rock             | 1995     |           | Wien                    |
| Hoffmann                   | Indie                        | 2006     |           |                         |
| Hunger                     | Alternative Rock             | 2015     |           | Wien                    |
| The Incredible Staggers    | Rock ’n’ Roll                | 2004     | 2005      | Graz                    |
| Ixthuluh                   | Krautrock                    | 1975     | 1981      |                         |
| Ja, Panik                  | Indie-Rock                   | 2005     |           | Burgenland              |
| Jonas Goldbaum             | Gitarrenpop                  | 2002     | 2008      | Wien                    |
| Josh Mars                  | Alternative Rock             | 2001     | 2010      |                         |
| Julia                      | Alternative Rock             | 2000     | 2009      | Wien                    |
| Killed by 9V Batteries     | Noise-Rock                   | 2002     | 2014      | Weiz                    |
| King Electric              | Electro Funk                 | 2003     |           | Wien                    |
| Kommando Elefant           | Indie-Pop                    | 2007     |           | Wien                    |
| Krautschädl                | Funk Rock                    | 2003     | 2019      | Wels                    |
| Last Wagon                 | Alternative Rock             | 2005     |           | Wien                    |
| Laundromat Chicks          | Indie-Rock                   | 2020     |           | Wien                    |
| Le mol                     | Post-Rock                    | 2012     |           | Wien                    |
| Lolita KompleX             | Dark Rock                    | 2008     |           | Wien                    |
| Luise Pop                  | Indie-Pop                    | 2004     |           | Wien                    |
| Marrok                     | Alternative Rock             | 1998     |           | Steyr                   |
| Mary Broadcast             | Indie Pop-Rock               | 2009     |           | Wien                    |
| Maur Due & Lichter         | Indie                        | 2010     |           | Wien                    |
| Mauracher                  | Alternative Rock             | 2001     |           | Zillertal               |
| Mediengruppe Telekommander | Alternative Rock             | 2001     | 2012      | Wien/München            |
| Mely                       | Dark Rock                    | 1999     |           |                         |
| Mile Me Deaf               | Shoegaze                     | 2004     |           | Wien                    |
| Mondscheiner               | Indie-Rock                   | 2002     | 2009      | Wien                    |
| Monk                       | Indie-Rock                   | 2004     |           | Steiermark              |
| My Glorious                | Indie-Rock                   | 2008     |           | Wien                    |
| My Ugly Clementine         | Indie-Rock                   | 2019     |           | Wien                    |
| Naked Lunch                | Indietronic                  | 1991     |           | Klagenfurt              |
| Olympique                  | Alternative Rock             |          |           | Salzburg                |
| Pauls Jets                 | Indie-Rock                   | 2017     |           | Wien                    |
| Petsch Moser               | Indie-Rock                   | 1995     |           | Wien                    |
| Please Madame              | Indie-Rock                   | 2010     |           | Salzburg                |
| Plexus Solaire             | Indie-Rock                   | 2002     |           | Wien                    |
| Radian                     | Avantgarde                   | 1996     |           | Wien                    |
| Rammelhof                  | Satire-Rock                  | 2014     |           | Wien                    |
| Reflector                  | Sludge                       | 1997     |           | Graz                    |
| Rotzpipn                   | Indie/Neue Volksmusik        | 2008     |           | Simmering               |
| Sanguis et Cinis           | Neue Deutsche Todeskunst     | 1994     | 2007      |                         |
| Sawoff Shotgun             | Indiepop                     | 2008     |           | Graz                    |
| The Seesaw                 | Indiepop                     | 1991     |           | Salzburg                |
| Seraphim                   | Indie-Rock                   | 2006     |           | Linz                    |
| Sharon Next                | Dark Wave                    | 1995     |           | Wien                    |
| Shy                        | Indie-Pop                    | 1991     | 2014      | Linz                    |
| Snakkerdu Densk            | Indie-Pop                    | 1991     | 2001      | Wien                    |
| Solrize                    | Stoner Rock                  | 2006     |           | Wien                    |
| Stahlhammer                | Neue Deutsche Härte          | 1992     |           |                         |
| Starpilots                 | Indie-Rock                   | 2001     |           | Wien                    |
| Tanz Baby!                 | Alternative                  | 2006     | 2013      | Wien                    |
| The Tryp                   | Trip-Hop                     | 1999     |           | Salzburg                |
| Turm & Strang              | Neue Deutsche Härte, Electro | 2015     |           | Wien                    |
| Tyler                      | Alternative Rock             | 2002     | 2011      |                         |
| Valina                     | Indie-Rock                   | 1995     | 2016      | Linz                    |
| Wallners                   | Indie-Pop, Dream Pop         | 2020     |           | Wien                    |
| We Walk Walls              | Indie                        | 2012     |           | Wien                    |
| The Whazz                  | Alternative Rock             | 2007     |           | Wien                    |
| Whispers in the Shadow     | Gothic Rock                  | 1996     |           |                         |
| White Miles                | Stoner Rock                  | 2011     | 2017      | Tirol                   |
| Witchrider                 | Stoner Rock                  | 2012     |           | Graz                    |
| Yokohomo                   | Indie-Rock                   | 2018     |           | Wien                    |
| Yukno                      | Indie-Pop                    | 2016     |           | Feistritz bei Anger     |
| Zealmen                    | Alternative Rock             | 2005     |           |                         |
| Zeronic                    | Alternative Rock             | 1997     |           |                         |